# Forallac
Forallac este o localitate în Spania în comunitatea Catalonia în provincia Girona. Este situată la 40 km de Girona și 185 de Barcelona. Localitatea Forallac a fost formată în 1991 prin reunirea a trei alte localități: "FO:Fonteta" + "RA:Peratallada" + "LLAC:Vulpellac". În 2005 Forallac avea 1.745 locuitori.

Municipiu din Forallac

1. ↑  Nomenclátor Geográfico de Municipios y Entidades de Población (20240402 edition)
2. 1 2   http://www.idescat.cat/pub/?id=aec&n=925&t=2016 Lipsește sau este vid: |title= (ajutor)